# Paris Masters 2023
Il Paris Masters 2023, ufficialmente Rolex Paris Masters 2023 per motivi di sponsorizzazione, è stato un torneo di tennis professionistico giocato sul cemento indoor. È stata la 51ª edizione del torneo facente parte della categoria ATP Tour Masters 1000 nell'ambito dell'ATP Tour 2023. Si è giocato al Palazzo dello Sport di Parigi-Bercy di Parigi, in Francia, dal 30 ottobre al 5 novembre 2023.

## Partecipanti al singolare

### Teste di serie
| Nazionalità | Giocatore          | Ranking | Testa di serie* |
| ----------- | ------------------ | ------- | --------------- |
| Serbia      | Novak Đoković      | 1       | 1               |
| Spagna      | Carlos Alcaraz     | 2       | 2               |
|             | Daniil Medvedev    | 3       | 3               |
| Italia      | Jannik Sinner      | 4       | 4               |
|             | Andrej Rublëv      | 5       | 5               |
| Danimarca   | Holger Rune        | 7       | 6               |
| Grecia      | Stefanos Tsitsipas | 6       | 7               |
| Norvegia    | Casper Ruud        | 8       | 8               |
| Stati Uniti | Taylor Fritz       | 10      | 9               |
| Germania    | Alexander Zverev   | 9       | 10              |
| Polonia     | Hubert Hurkacz     | 11      | 11              |
| Stati Uniti | Tommy Paul         | 12      | 12              |
| Australia   | Alex de Minaur     | 13      | 13              |
| Stati Uniti | Frances Tiafoe     | 14      | 14              |
| Stati Uniti | Ben Shelton        | 16      | 15              |
|             | Karen Chačanov     | 15      | 16              |

* Ranking al 30 ottobre 2023.

#### Altri partecipanti
I seguenti giocatori hanno ricevuto una wildcard per il tabellone principale:
- Benjamin Bonzi
- Richard Gasquet
- Alexandre Müller
- Luca Van Assche

Il seguente giocatore è entrato in tabellone con il ranking protetto:
- Gaël Monfils

I seguenti giocatori sono entrati nel tabellone principale passando dalle qualificazioni:

- Roman Safiullin
- Botic van de Zandschulp
- Jeffrey John Wolf
- Yoshihito Nishioka
- Márton Fucsovics
- Dominic Thiem
- Marcos Giron

I seguenti giocatori sono entrati in tabellone come lucky loser:
- Dušan Lajović
- Jordan Thompson

#### Ritiri
Prima del torneo
- Matteo Arnaldi → sostituito da  Jordan Thompson
- Pablo Carreño Busta → sostituito da  Miomir Kecmanović
- Borna Ćorić → sostituito da  Alexei Popyrin
- Daniel Evans → sostituito da  Stan Wawrinka
- Cameron Norrie  → sostituito da  Dušan Lajović
- Denis Shapovalov → sostituito da  Arthur Fils

## Partecipanti al doppio

### Teste di serie
| Nazione     | Giocatore         | Nazione     | Giocatore              | Ranking* | Testa di serie |
| ----------- | ----------------- | ----------- | ---------------------- | -------- | -------------- |
| Croazia     | Ivan Dodig        | Stati Uniti | Austin Krajicek        | 3        | 1              |
| Paesi Bassi | Wesley Koolhof    | Regno Unito | Neal Skupski           | 7        | 2              |
| India       | Rohan Bopanna     | Australia   | Matthew Ebden          | 11       | 3              |
| Stati Uniti | Rajeev Ram        | Regno Unito | Joe Salisbury          | 15       | 4              |
| Spagna      | Marcel Granollers | Argentina   | Horacio Zeballos       | 19       | 5              |
| Argentina   | Máximo González   | Argentina   | Andrés Molteni         | 23       | 6              |
| Messico     | Santiago González | Francia     | Édouard Roger-Vasselin | 27       | 7              |
| El Salvador | Marcelo Arévalo   | Paesi Bassi | Jean-Julien Rojer      | 33       | 8              |

* Ranking al 16 ottobre 2023.

### Altri partecipanti
Le seguenti coppie di giocatori hanno ricevuto una wildcard per il tabellone principale:
- Sadio Doumbia /  Fabien Reboul
- Arthur Fils /  Richard Gasquet

Le seguenti coppie di giocatori sono entrate in tabellone come alternate:
- Alexander Erler /  Lucas Miedler
- Gonzalo Escobar /  Oleksandr Nedovjesov
- Matwé Middelkoop /  Andreas Mies

### Ritiri
Prima del torneo
- Arthur Fils /  Richard Gasquet → sostituiti da  Matwé Middelkoop /  Andreas Mies
- Jiří Lehečka /  Ben Shelton → sostituiti da  Alexander Erler /  Lucas Miedler
- Jannik Sinner /  Stan Wawrinka → sostituiti da  Gonzalo Escobar /  Oleksandr Nedovjesov

## Punti
| Evento             | V     | F   | SF  | QF  | 3T | 2T | 1T   | Q    | Q2   | Q1   |
| Singolare maschile | 1,000 | 600 | 360 | 180 | 90 | 45 | 10   | 25   | 16   | 0    |
| Doppio maschile    | 1,000 | 600 | 360 | 180 | 90 | 0  | N.D. | N.D. | N.D. | N.D. |

## Montepremi
| Evento             | V        | F        | SF       | QF       | 3T      | 2T      | 1T      | Q2      | Q1     |
| Singolare maschile | €892,590 | €487,420 | €266,530 | €145,380 | €77,760 | €41,700 | €23,100 | €11,830 | €6,200 |
| Doppio maschile    | €273,850 | €148,760 | €81,720  | €45,080  | €24,780 | €13,530 | N.D.    | N.D.    | N.D.   |

*per team

## Campioni

### Singolare
Novak Đoković ha sconfitto in finale  Grigor Dimitrov con il punteggio di 6-4, 6-3.
• È il novantasettesimo titolo in carriera per Đoković, il sesto in stagione.

### Doppio
Santiago González /  Édouard Roger-Vasselin hanno sconfitto in finale  Rohan Bopanna /  Matthew Ebden con il punteggio di 6-2, 5-7, [10-7].